# Ivar Starkenberg

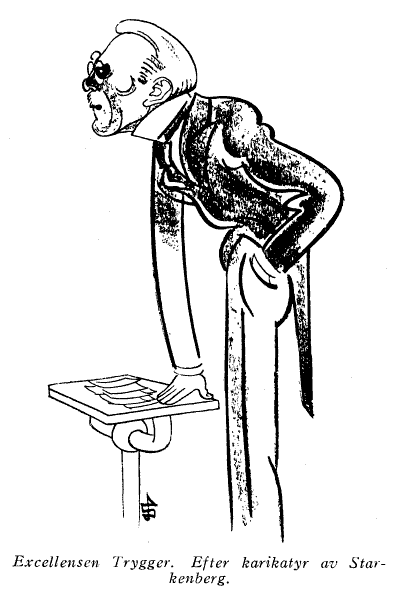
Karikatyr av Starkenberg föreställande statsminister Ernst Trygger.

Carl Ivar Starkenberg, född 27 februari 1886 i Stockholm, död 22 september 1947 i Stockholm, var en svensk politisk karikatyrtecknare, satirtecknare,  skämttecknare, författare och journalist.

## Biografi
Ivar Starkenberg var son till bildhuggeriarbetaren och tullöveruppsyningsmannen Carl August Starkenberg och Hulda Sofia Johansson och från 1912 gift med Selma Alfrida Eugenia Andersson. Efter avlagd examen vid folkskolan började han arbeta som springpojke 1899, som lagerbiträde 1903 och som bokhållare och dekorationsmålare 1907 och 1909 fick han en anställning som vaktmästare vid andra kammarens klubbrum på Riksdagshuset. Det var där som hans politiska intresse väcktes och han fick genom jobbet rika tillfällen att studera de politiska ledarnas drag. Han debuterade med några politiska karikatyrteckningar i Stormklockan 1910 och senare samma år började han medverka i Söndags-Nisse och Strix. Hans radikala politiska inriktning och sociala engagemang förde honom i kontakt med Erik Lindorm som anställde honom som medarbetare i avantgardebladet Naggen som startades 1913. Han knöts 1914 till Social-Demokraten där han medverkade fram till att han blev knuten till Folkets Dagblad 1919. Genom Lindorms förmedling anställdes han 1924 av Svenska Dagbladet men återvände redan 1928 till den socialdemokratiska Social-Demokraten. Under signaturen Brutus fungerade han under sin tid vid Morgon-Tidningen som kåsör och redaktör för kåserispalten och han använde samma signatur när han utgav boken Dikter 1911. 
Starkenberg var autodidakt som tecknare och i de tidigaste teckningarna Olympiagubbar. karrikatyrer 1912 hade han experimenterat med flera olika maner från en burlesk linjeteckning som delvis påminner om Oskar Anderssons reportagestil och i senare arbeten drev han den amatörmässiga oelegansen till ett personligt uttrycksspråk som i serien Rotbom 1928–1934 samt i den osatiriska Yrken och ämbeten 1926. Under 1920- och 1930-talen skapade han ett flertal affischer för socialdemokraterna. För Konsumentbladet, sedermera Vi, ritade Starkenberg serien Rotbom från 1924, som även utgavs i album åren 1928–1934). Som konstnär medverkade han i Baltiska utställningen 1914, Humoristernas salong i Stockholm 1923 och 1925, Stockholmsutställningen 1930, Humor och satir på Liljevalchs konsthall 1933, Tecknare i pressen på Göteborgs konsthall 1940 samt samlingsutställningar på Konstsalong Rålambshof och med Brommakonstnärerna i Stockholm. Starkenberg är representerad vid Moderna museet i Stockholm.

### Redaktörskap
- Naggen. Stockholm: Naggen. 1912-1922. Libris 1764387
- Röda rappet. [Stockholm]: Röda rappet. 1920-1926. Libris 11199561
- Folkets midsommar : Fram förlags sommartidning. Stockholm: Fram förlag. 1922-1923. Libris 10080982